# 西栗原
西栗原（にしくりはら）は、神奈川県座間市の町名。現行行政地名は西栗原一丁目から西栗原二丁目。住居表示実施済み区域。

## 地理
座間市の南部に位置し、西に入谷東、北西に立野台、北東に栗原中央、南東に南栗原、南に海老名市上今泉と接している。

### 地価
住宅地の地価は、2023年（令和5年）1月1日の公示地価によれば、西栗原2-10-18の地点で13万6000円/m2となっている。

## 歴史

### 沿革
- 1993年（平成5年）11月1日 - 住居表示の実施に伴い、栗原、立野台の各一部を分離し、西栗原一丁目から西栗原二丁目を新設[5]。

## 世帯数と人口
2023年（令和5年）8月1日現在（座間市発表）の世帯数と人口は以下の通りである。
| 丁目         | 世帯数  | 人口    |
| ------------ | ------- | ------- |
| 西栗原一丁目 | 362世帯 | 766人   |
| 西栗原二丁目 | 549世帯 | 1,307人 |
| 計           | 911世帯 | 2,073人 |

### 人口の変遷
国勢調査による人口の推移。
| 年                 | 人口  |
| ------------------ | ----- |
| 1995年（平成7年）  | 1,772 |
| 2000年（平成12年） | 2,116 |
| 2005年（平成17年） | 2,059 |
| 2010年（平成22年） | 2,063 |
| 2015年（平成27年） | 2,109 |
| 2020年（令和2年）  | 2,061 |

### 世帯数の変遷
国勢調査による世帯数の推移。
| 年                 | 世帯数 |
| ------------------ | ------ |
| 1995年（平成7年）  | 614    |
| 2000年（平成12年） | 730    |
| 2005年（平成17年） | 749    |
| 2010年（平成22年） | 746    |
| 2015年（平成27年） | 814    |
| 2020年（令和2年）  | 853    |

## 学区
市立小・中学校に通う場合、学区は以下の通りとなる（2022年12月時点）。
- 丁目、番・番地等 : 一丁目〜二丁目　全域
  - 小学校 : 座間市立中原小学校
  - 中学校 : 座間市立栗原中学校

## 事業所
2021年（令和3年）現在の経済センサス調査による事業所数と従業員数は以下の通りである。
| 丁目         | 事業所数 | 従業員数 |
| ------------ | -------- | -------- |
| 西栗原一丁目 | 14事業所 | 75人     |
| 西栗原二丁目 | 17事業所 | 201人    |
| 計           | 31事業所 | 276人    |

### 事業者数の変遷
経済センサスによる事業所数の推移。
| 年                 | 事業者数 |
| ------------------ | -------- |
| 2016年（平成28年） | 32       |
| 2021年（令和3年）  | 31       |

### 従業員数の変遷
経済センサスによる従業員数の推移。
| 年                 | 従業員数 |
| ------------------ | -------- |
| 2016年（平成28年） | 229      |
| 2021年（令和3年）  | 276      |

## 交通
- 国道246号
- 神奈川県道42号藤沢座間厚木線

## 施設
- 座間市立中原小学校

## その他

### 日本郵便
- 郵便番号 : 252-0016[3]（集配局 : 座間郵便局[16]）。